# Adalwin
Adalwin († 14. Mai 873) war Erzbischof von Salzburg und Abt des Klosters Sankt Peter.

## Leben
Seine Ausbildung erhielt Adalwin in Salzburg. Er soll von seinem Vorgänger Liupram sehr gefördert und gegenüber König Ludwig II. (dem Deutschen) ausdrücklich als Nachfolger empfohlen worden sein. Zum Erzbischof ernannt wurde er 859, im Frühjahr 860 reiste er nach Rom, um das Pallium zu empfangen. König Ludwig II. erhielt er 860 Schenkungen von Königsgut (curtes) und die Bestätigung des Besitzes im heutigen Raum von Niederösterreich, Kärnten, Steiermark, Burgenland sowie Slowenien und Ungarn. 868 nahm er an der Synode von Worms teil, die langwirkende kirchenrechtliche Beschlüsse fasste.

## Werk
Adalwin machte sich vor allem um die Christianisierung der Slawen im Baierischen Ostland verdient (karantanische und pannonische Mission) und erhob ebenfalls Ansprüche auf Großmähren. König Ludwig hat diese Missionsarbeit mit reichen Schenkungen belohnt. Er erhielt wichtige Orte und Kirchen im Missionsgebiet, so Steinamanger (Sabaria, heute Szombathely) und Prostrum (Peinithaa, heute Szentpéterfa). Den bewährten Priester Altfried, der schon unter seinem Vorgänger ernannt worden war, ernannte er zum Erzpriester und übergab ihm förmlich die Leitung der Kirche in Pannonien. Er hielt die guten Beziehungen zum Sohn und Nachfolger von Pribina, Kocel, bei. In seinem Pannonischen Fürstentum weihte er zwölf neue Kirchen und gab jeder dieser Kirchen einen eigenen Priester.
Er setzte sich  jedoch vergeblich gegen die Missionsarbeit von Konstantin, der sich später Kyrill von Saloniki nannte, und seinem Bruder Method von Saloniki und vor allem gegen die spätere Ernennung des heiligen Method zum Erzbischof von Großmähren-Pannonien durch Papst Hadrian II. ein. Kurz nach der Ernennung hatte er, gemeinsam mit dem Passauer Bischof Ermanrich, Method festgenommen und im Wege eines bayerischen Strafgerichtes dreieinhalb Jahre in einem schwäbischen Kloster unter Misshandlungen gefangen gehalten. Auf Anweisung des Papstes Johannes VIII. mussten sie ihn wieder freilassen, der in der Verfolgung Methods federführende Bischof Ermenrich (Ermanrich) wurde als Bischof suspendiert.